# LX (Rapper)/Diskografie
Diese Diskografie ist eine Übersicht über die musikalischen Werke des deutschen Rappers LX. Den Schallplattenauszeichnungen zufolge hat er bisher mehr als 1,4 Millionen Tonträger verkauft. Seine erfolgreichste Veröffentlichung ist das Lied Mit den Jungz mit über 400.000 verkauften Einheiten.

## Alben

### Studioalben
| Jahr | Titel Musiklabel                 | Höchstplatzierung, Gesamtwochen, AuszeichnungChartplatzierungen (Jahr, Titel, Musiklabel, Platzierungen, Wochen, Auszeichnungen, Anmerkungen) | Höchstplatzierung, Gesamtwochen, AuszeichnungChartplatzierungen (Jahr, Titel, Musiklabel, Platzierungen, Wochen, Auszeichnungen, Anmerkungen) | Höchstplatzierung, Gesamtwochen, AuszeichnungChartplatzierungen (Jahr, Titel, Musiklabel, Platzierungen, Wochen, Auszeichnungen, Anmerkungen) | Anmerkungen                            |
| Jahr | Titel Musiklabel                 | DE | AT | CH | Anmerkungen                            |
| ---- | -------------------------------- | --- | --- | --- | -------------------------------------- |
| 2021 | Inhale/Exhale Chapter ONE (UMG)  | DE1 (4 Wo.)DE | AT2 (3 Wo.)AT | CH2 (3 Wo.)CH | Erstveröffentlichung: 14. Januar 2021  |
| 2022 | Wazabi Chapter ONE (UMG)         | DE3 (4 Wo.)DE | AT5 (2 Wo.)AT | CH6 (2 Wo.)CH | Erstveröffentlichung: 27. Mai 2022     |
| 2023 | Clouds Chapter ONE (UMG)         | DE3 (2 Wo.)DE | AT38 (1 Wo.)AT | CH6 (1 Wo.)CH | Erstveröffentlichung: 17. Februar 2023 |
| 2025 | Dopeboy Dreams Chapter ONE (UMG) | DE2 (1 Wo.)DE | — | CH11 (… Wo.)CH | Erstveröffentlichung: 30. Januar 2025  |

### Kollaboalben
| Jahr | Titel Musiklabel                    | Höchstplatzierung, Gesamtwochen, AuszeichnungChartplatzierungen (Jahr, Titel, Musiklabel, Platzierungen, Wochen, Auszeichnungen, Anmerkungen) | Höchstplatzierung, Gesamtwochen, AuszeichnungChartplatzierungen (Jahr, Titel, Musiklabel, Platzierungen, Wochen, Auszeichnungen, Anmerkungen) | Höchstplatzierung, Gesamtwochen, AuszeichnungChartplatzierungen (Jahr, Titel, Musiklabel, Platzierungen, Wochen, Auszeichnungen, Anmerkungen) | Anmerkungen                                          |
| Jahr | Titel Musiklabel                    | DE | AT | CH | Anmerkungen                                          |
| ---- | ----------------------------------- | --- | --- | --- | ---------------------------------------------------- |
| 2015 | Obststand Auf!Keinen!Fall! (UMG)    | DE5 (4 Wo.)DE | AT36 (1 Wo.)AT | CH12 (1 Wo.)CH | Erstveröffentlichung: 12. Juni 2015 mit Maxwell      |
| 2019 | Obststand 2 Chapter ONE (UMG)       | DE1 (10 Wo.)DE | AT1 (8 Wo.)AT | CH2 (4 Wo.)CH | Erstveröffentlichung: 28. Juni 2019 mit Maxwell      |
| 2023 | Obststand 3 187 Strassenbande (UMG) | DE5 (2 Wo.)DE | AT31 (1 Wo.)AT | CH17 (1 Wo.)CH | Erstveröffentlichung: 14. September 2023 mit Maxwell |

### EPs
| Jahr | Titel Musiklabel                          | Höchstplatzierung, Gesamtwochen, AuszeichnungChartplatzierungen (Jahr, Titel, Musiklabel, Platzierungen, Wochen, Auszeichnungen, Anmerkungen) | Höchstplatzierung, Gesamtwochen, AuszeichnungChartplatzierungen (Jahr, Titel, Musiklabel, Platzierungen, Wochen, Auszeichnungen, Anmerkungen) | Höchstplatzierung, Gesamtwochen, AuszeichnungChartplatzierungen (Jahr, Titel, Musiklabel, Platzierungen, Wochen, Auszeichnungen, Anmerkungen) | Anmerkungen                                      |
| Jahr | Titel Musiklabel                          | DE | AT | CH | Anmerkungen                                      |
| ---- | ----------------------------------------- | --- | --- | --- | ------------------------------------------------ |
| 2019 | Leak EP Chapter ONE (UMG)                 | DE22 (3 Wo.)DE | AT13 (1 Wo.)AT | CH33 (1 Wo.)CH | Erstveröffentlichung: 26. April 2019 mit Maxwell |
| 2025 | Dumm aber doppelt 187 Strassenbande (UMG) | DE2 (… Wo.)DE | AT2 (… Wo.)AT | CH2 (… Wo.)CH | Erstveröffentlichung: 17. Juli 2025 mit Bonez MC |

## Singles

### Als Leadmusiker
| Jahr | Titel Album                             | Höchstplatzierung, Gesamtwochen, AuszeichnungChartplatzierungen (Jahr, Titel, Album, Platzierungen, Wochen, Auszeichnungen, Anmerkungen) | Höchstplatzierung, Gesamtwochen, AuszeichnungChartplatzierungen (Jahr, Titel, Album, Platzierungen, Wochen, Auszeichnungen, Anmerkungen) | Höchstplatzierung, Gesamtwochen, AuszeichnungChartplatzierungen (Jahr, Titel, Album, Platzierungen, Wochen, Auszeichnungen, Anmerkungen) | Anmerkungen |
| Jahr | Titel Album                             | DE | AT | CH | Anmerkungen |
| --- | --------------------------------------- | --- | --- | --- | --- |
| 2017 | Mit den Jungz Sampler 4                 | DE11 Platin · (11 Wo.)DE | AT45 (3 Wo.)AT | CH62 (1 Wo.)CH | Erstveröffentlichung: 11. Juli 2017 Verkäufe: + 400.000; mit Bonez MC & Gzuz                                                |
| 2018 | HaifischNikez Allstars Leak EP          | DE3 Gold · (11 Wo.)DE | AT5 (10 Wo.)AT | CH9 (5 Wo.)CH | Erstveröffentlichung: 28. Dezember 2018 Verkäufe: + 200.000; mit Maxwell feat. Bonez MC, Gzuz & Sa4                         |
| 2019 | Super Lemon Haze Leak EP                | DE15 (3 Wo.)DE | AT27 (2 Wo.)AT | CH46 (1 Wo.)CH | Erstveröffentlichung: 29. März 2019 mit Maxwell                                                                             |
| 2019 | Mercy Mercy Leak EP                     | DE11 (3 Wo.)DE | AT10 (3 Wo.)AT | CH38 (1 Wo.)CH | Erstveröffentlichung: 26. April 2019 mit Maxwell                                                                            |
| 2019 | Perdono Obststand 2                     | DE6 (4 Wo.)DE | AT8 (3 Wo.)AT | CH14 (2 Wo.)CH | Erstveröffentlichung: 10. Mai 2019 mit Maxwell feat. Gallo Nero & Gzuz                                                      |
| 2019 | Strassenbande Obststand 2               | DE30 (2 Wo.)DE | AT51 (1 Wo.)AT | CH84 (1 Wo.)CH | Erstveröffentlichung: 20. Juni 2019 mit Maxwell                                                                             |
| 2019 | 100 Round Drum Obststand 2              | DE24 (2 Wo.)DE | AT31 (2 Wo.)AT | CH84 (1 Wo.)CH | Erstveröffentlichung: 25. Juni 2019 mit Maxwell feat. Bonez MC, Gzuz & Sa4                                                  |
| 2020 | Hotbox –                                | DE26 (2 Wo.)DE | AT37 (1 Wo.)AT | CH83 (1 Wo.)CH | Erstveröffentlichung: 20. März 2020 mit The Cratez & Maxwell                                                                |
| 2020 | Bunte Packs Inhale/Exhale               | DE74 (1 Wo.)DE | — | — | Erstveröffentlichung: 1. Oktober 2020                                                                                       |
| 2020 | Hennessy Inhale/Exhale                  | DE39 (1 Wo.)DE | — | — | Erstveröffentlichung: 15. Oktober 2020 feat. Estikay                                                                        |
| 2020 | Kollektiv Inhale/Exhale                 | DE5 (4 Wo.)DE | AT9 (2 Wo.)AT | CH23 (2 Wo.)CH | Erstveröffentlichung: 5. November 2020 feat. Gzuz                                                                           |
| 2020 | Kryptophon Inhale/Exhale                | DE— aDE | — | — | Erstveröffentlichung: 17. Dezember 2020 feat. Malik Montana                                                                 |
| 2021 | Auf mein Fahrrad Inhale/Exhale          | DE9 (3 Wo.)DE | AT13 (2 Wo.)AT | CH31 (2 Wo.)CH | Erstveröffentlichung: 8. Januar 2021 feat. Bonez MC                                                                         |
| 2021 | Verpennt Sampler 5                      | DE8 (5 Wo.)DE | AT7 (4 Wo.)AT | CH12 (3 Wo.)CH | Erstveröffentlichung: 26. März 2021 mit Bonez MC & Sa4                                                                      |
| 2021 | Vielen Dank –                           | DE5 (5 Wo.)DE | AT4 (4 Wo.)AT | CH11 (3 Wo.)CH | Erstveröffentlichung: 20. Mai 2021 mit Bonez MC, Maxwell & Sa4                                                              |
| 2022 | Wazabi Gang Wazabi                      | DE44 (1 Wo.)DE | — | CH98 (1 Wo.)CH | Erstveröffentlichung: 10. März 2022                                                                                         |
| 2022 | GMO Wazabi                              | DE29 (1 Wo.)DE | AT62 (1 Wo.)AT | CH69 (1 Wo.)CH | Erstveröffentlichung: 7. April 2022 feat. Gzuz                                                                              |
| 2022 | Bob Marley Nonstop: NXTGEN              | DE13 (3 Wo.)DE | AT24 (2 Wo.)AT | CH39 (1 Wo.)CH | Erstveröffentlichung: 29. April 2022 mit Bonez MC & The Cratez                                                              |
| 2022 | Gib mir was ab Wazabi                   | DE75 (1 Wo.)DE | — | — | Erstveröffentlichung: 20. Mai 2022 feat. Olexesh                                                                            |
| 2022 | Auf Clouds Clouds                       | DE55 (1 Wo.)DE | — | — | Erstveröffentlichung: 13. Oktober 2022                                                                                      |
| 2022 | Wer von euch?! Clouds                   | DE75 (1 Wo.)DE | — | — | Erstveröffentlichung: 10. November 2022 feat. Silva                                                                         |
| 2022 | So High Clouds                          | DE— bDE | — | — | Erstveröffentlichung: 1. Dezember 2022 feat. Gzuz                                                                           |
| 2023 | Bin in Trance Clouds                    | DE— cDE | — | — | Erstveröffentlichung: 12. Januar 2023                                                                                       |
| 2023 | Ray Liotta Clouds                       | DE38 (2 Wo.)DE | AT57 (1 Wo.)AT | — | Erstveröffentlichung: 2. Februar 2023 feat. Maxwell                                                                         |
| 2023 | Freitags Obststand 3                    | DE— dDE | — | — | Erstveröffentlichung: 29. Juni 2023 mit Maxwell                                                                             |
| 2023 | Dom Obststand 3                         | DE— eDE | — | — | Erstveröffentlichung: 27. Juli 2023 mit Maxwell                                                                             |
| 2023 | Mercedes Obststand 3                    | — | — | — | Erstveröffentlichung: 17. August 2023 mit Maxwell feat. CIIIO                                                               |
| 2023 | Draußen Obststand 3                     | DE62 (1 Wo.)DE | — | — | Erstveröffentlichung: 31. August 2023 mit Maxwell feat. Bonez MC                                                            |
| 2024 | Schiebedach Dopeboy Dreams              | — | — | — | Erstveröffentlichung: 7. November 2024                                                                                      |
| 2024 | Betäubt Dopeboy Dreams                  | — | — | — | Erstveröffentlichung: 5. Dezember 2024                                                                                      |
| 2024 | Allstars 2024 Dopeboy Dreams            | DE87 (1 Wo.)DE | — | — | Erstveröffentlichung: 19. Dezember 2024 feat. AchtVier, Bonez MC, Gzuz, Maxwell & Sa4                                       |
| 2025 | Banderole Dopeboy Dreams                | — | — | — | Erstveröffentlichung: 9. Januar 2025 feat. Koushino                                                                         |
| 2025 | Halt hier an Dopeboy Dreams             | — | — | — | Erstveröffentlichung: 23. Januar 2025 feat. Addikt102 & Stacks102                                                           |
| 2025 | Hellcat Dumm aber doppelt               | DE37 (1 Wo.)DE | — | — | Erstveröffentlichung: 12. Juni 2025 mit Bonez MC                                                                            |
| 2025 | Teller Penne Dumm aber doppelt          | DE59 (… Wo.)DE | — | — | Erstveröffentlichung: 26. Juni 2025 mit Bonez MC                                                                            |
| 2025 | Pizza Salami Dumm aber doppelt          | DE83 (… Wo.)DE | — | — | Erstveröffentlichung: 3. Juli 2025 mit Bonez MC & DeeVoe                                                                    |
| 2025 | Selfie Stick (Anthem) Dumm aber doppelt | — | — | — | Erstveröffentlichung: 10. Juli 2025 mit Bonez MC                                                                            |
| Folgende Lieder erschienen nicht als Single, wurden aber durch das Album zum Download und Streaming bereitgestellt und konnten somit eine Platzierung erlangen: |                                         | | | | |
| |                                         | | | | |
| 2016 | 10 Jahre 187 Allstars EP                | DE24 Gold · (9 Wo.)DE | — | CH52 (1 Wo.)CH | Charteinstieg: 23. Dezember 2016 Videoauskopplung: 29. Dezember 2016 Verkäufe: + 200.000; mit Bonez MC, Gzuz, Maxwell & Sa4 |
| 2016 | Wieder vereint 187 Allstars EP          | DE61 (1 Wo.)DE | — | — | Charteinstieg: 23. Dezember 2016 mit Maxwell                                                                                |
| 2017 | 100er Batzen Sampler 4                  | DE45 (4 Wo.)DE | — | — | Charteinstieg: 21. Juli 2017 Videoauskopplung: 8. August 2017 mit Bonez MC, Gzuz & Sa4                                      |
| 2017 | 30er Zone Sampler 4                     | DE59 (3 Wo.)DE | — | — | Charteinstieg: 21. Juli 2017 mit Maxwell & Sa4                                                                              |
| 2017 | 24/7 Sampler 4                          | DE60 (2 Wo.)DE | — | — | Charteinstieg: 21. Juli 2017                                                                                                |
| 2017 | Was ist passiert?! Sampler 4            | DE72 (2 Wo.)DE | — | — | Charteinstieg: 21. Juli 2017 mit Bonez MC & Gzuz                                                                            |
| 2017 | Intro Sampler 4                         | DE77 (2 Wo.)DE | — | — | Charteinstieg: 21. Juli 2017 mit Maxwell & Sa4                                                                              |
| 2017 | Ballermann Sampler 4                    | DE81 (2 Wo.)DE | — | — | Charteinstieg: 21. Juli 2017 mit Bonez MC & Gzuz                                                                            |
| 2017 | 10 Dinger Sampler 4                     | DE84 (2 Wo.)DE | — | — | Charteinstieg: 21. Juli 2017 mit Maxwell                                                                                    |
| 2019 | Lifestyle Leak EP                       | DE62 (1 Wo.)DE | AT57 (1 Wo.)AT | CH100 (1 Wo.)CH | Charteinstieg: 3. Mai 2019 mit Maxwell feat. Bonez MC                                                                       |
| 2019 | Dachterasse Obststand 2                 | DE73 (1 Wo.)DE | — | — | Charteinstieg: 5. Juli 2019 mit Maxwell feat. Bonez MC                                                                      |
| 2019 | Wassermelone Obststand 2                | DE81 (1 Wo.)DE | — | — | Charteinstieg: 5. Juli 2019 mit Maxwell feat. Bonez MC                                                                      |
| 2019 | Bunkerplatz Obststand 2                 | DE87 (1 Wo.)DE | — | — | Charteinstieg: 5. Juli 2019 mit Maxwell feat. Bonez MC                                                                      |
| 2019 | Schicker Schlitten Obststand 2          | DE94 (1 Wo.)DE | — | — | Charteinstieg: 5. Juli 2019 mit Maxwell feat. Gzuz                                                                          |
| 2021 | Horay Inhale/Exhale                     | DE97 (1 Wo.)DE | — | — | Charteinstieg: 22. Januar 2021                                                                                              |
| 2023 | Putana Clouds                           | DE— fDE | — | — | Charteinstieg: 24. Februar 2023 feat. Ahmad Amin & RAF Camora                                                               |
| 2023 | Drysift Obststand 3                     | DE— gDE | — | — | Charteinstieg: 22. September 2023 mit Maxwell                                                                               |
| 2025 | Fuffi im Tank Dumm aber doppelt         | DE80 (… Wo.)DE | — | — | Charteinstieg: 25. Juli 2025 mit Bonez MC feat. Gzuz                                                                        |

### Als Gastmusiker
| Jahr | Titel Album                        | Höchstplatzierung, Gesamtwochen, AuszeichnungChartplatzierungen (Jahr, Titel, Album, Platzierungen, Wochen, Auszeichnungen, Anmerkungen) | Höchstplatzierung, Gesamtwochen, AuszeichnungChartplatzierungen (Jahr, Titel, Album, Platzierungen, Wochen, Auszeichnungen, Anmerkungen) | Höchstplatzierung, Gesamtwochen, AuszeichnungChartplatzierungen (Jahr, Titel, Album, Platzierungen, Wochen, Auszeichnungen, Anmerkungen) | Anmerkungen |
| Jahr | Titel Album                        | DE | AT | CH | Anmerkungen |
| --- | ---------------------------------- | --- | --- | --- | --- |
| 2018 | Drück drück Wolke 7                | DE11 Gold · (11 Wo.)DE | AT29 (5 Wo.)AT | CH76 (2 Wo.)CH | Erstveröffentlichung: 30. März 2018 Verkäufe: + 200.000; Gzuz feat. LX |
| 2018 | OGKF Ohne Grinden kein Flexen      | — | — | — | Erstveröffentlichung: 16. November 2018 Big Toe feat. LX |
| 2019 | Bon appétit Generation Beton       | DE86 (1 Wo.)DE | — | — | Erstveröffentlichung: 18. Oktober 2019 Sugar MMFK feat. LX & Maxwell |
| 2019 | Kafa Lesh Blueberry Boyz           | — | — | — | Erstveröffentlichung: 20. Dezember 2019 Estikay feat. LX |
| 2019 | Schmeckt Knast oder Palast         | DE75 (1 Wo.)DE | — | — | Erstveröffentlichung: 27. Dezember 2019 Hemso feat. LX |
| 2020 | Purple Punch –                     | — | — | — | Erstveröffentlichung: 31. Januar 2020 Jaill feat. LX |
| 2020 | Mordo Wez –                        | — | — | — | Erstveröffentlichung: 7. August 2020 Verkäufe: + 20.000; Malik Montana feat. LX |
| 2020 | Niemals unter 1000 Hollywood Uncut | DE4 (8 Wo.)DE | AT6 (6 Wo.)AT | CH11 (5 Wo.)CH | Erstveröffentlichung: 25. September 2020 Bonez MC feat. LX |
| 2021 | Dashaev Sovietskiy                 | — | — | — | Erstveröffentlichung: 13. Mai 2021 Tovaritch feat. LX |
| 2021 | Kill Kill Ufos überm Block         | DE71 (1 Wo.)DE | — | — | Erstveröffentlichung: 23. Juli 2021 Hell Yes & Olexesh feat. LX |
| 2021 | All In 6210                        | — | — | — | Erstveröffentlichung: 30. Juli 2021 Brudi030 feat. LX |
| 2021 | Visionen Lass es uns kriegen       | — | — | — | Erstveröffentlichung: 17. September 2021 Big Toe feat. LX |
| 2022 | 187 Allstars ‘22 Organisiert       | DE3 (5 Wo.)DE | AT8 (3 Wo.)AT | CH14 (2 Wo.)CH | Erstveröffentlichung: 25. Februar 2022 Sa4 feat. Bonez MC, Gzuz, LX & Maxwell |
| 2022 | Kein Plan                          | DE41 (1 Wo.)DE | — | — | Erstveröffentlichung: 12. Mai 2022 Maxwell feat. LX |
| 2022 | LX.&.So 4h39                       | — | — | — | Erstveröffentlichung: 20. Mai 2022 Solo439 feat. DJ Stylewarz & LX |
| 2022 | Argent Sale Chapeau                | — | — | — | Erstveröffentlichung: 29. Juli 2022 Mortel feat. LX |
| 2023 | Getunte Autos 2 Hall of Fame       | — | — | — | Erstveröffentlichung: 10. Februar 2023 Frauenarzt feat. LX & DJ Reckless |
| 2023 | Adrenalin Sacrifice                | — | — | — | Erstveröffentlichung: 28. September 2023 Genetikk feat. LX |
| 2023 | Zoo –                              | — | — | — | Erstveröffentlichung: 13. Oktober 2023 La Rosy feat. LX |
| 2024 | Motorsport Freitag der 13.         | DE59 (1 Wo.)DE | — | — | Erstveröffentlichung: 2. Mai 2024 Gzuz feat. LX |
| 2024 | Slang Mang –                       | — | — | — | Erstveröffentlichung: 10. Mai 2024 Gringo feat. LX |
| 2024 | Noch mehr Moin Moin                | — | — | — | Erstveröffentlichung: 1. August 2024 Addikt102 & Stacks102 feat. LX |
| 2024 | Park –                             | — | — | — | Erstveröffentlichung: 18. Oktober 2024 CIIIO feat. LX |
| 2025 | Bissu dumm ¿ (Megalodon Remix) –   | DE8 (4 Wo.)DE | AT15 (2 Wo.)AT | CH19 (2 Wo.)CH | Erstveröffentlichung: 16. April 2025 Bonez MC & Nate57 feat. AchtVier, AK 33, AK Ausserkontrolle, Azad, Big Toe, Caney030, Celo & Abdi, Crackaveli, Curse, Dardan, Die P, Eno, Finch, Frauenarzt, Hakan Abi, Haze, Jaill, Jan Delay, Jonesmann, Juju, Kaisa Natron, Kolja Goldstein, Kontra K, Kwam.E, Laas Unltd., LX, Makko, Massiv, MP Freshly, Nizi19, Olexesh, OTW, Reeperbahn Kareem, Sa4, Saliou, Samra, Sido, Silva, Sil3A, Ski Aggu, Tom Hengst, Vega, Veysel, Zined |
| 2025 | EDB –                              | — | — | — | Erstveröffentlichung: 30. Mai 2025 Brudi030 feat. LX & Sa4 |
| Folgende Lieder erschienen nicht als Single, wurden aber durch das Album zum Download und Streaming bereitgestellt und konnten somit eine Platzierung erlangen: |                                    | | | | |
| |                                    | | | | |
| 2016 | Optimal High & hungrig 2           | DE61 Gold · (2 Wo.)DE | — | — | Videoauskopplung: 26. März 2016 Charteinstieg: 3. Juni 2016 Verkäufe: + 200.000; Gzuz feat. LX |
| 2017 | Kuku187 Makarov Komplex            | DE84 (1 Wo.)DE | — | — | Charteinstieg: 10. Februar 2017 Capital Bra feat. LX |
| 2017 | Kein Rückwärtsgang Diaspora        | DE74 (1 Wo.)DE | — | — | Charteinstieg: 3. November 2017 Celo & Abdi feat. LX |
| 2017 | Allstars Neue deutsche Quelle      | DE15 (3 Wo.)DE | AT40 (1 Wo.)AT | CH61 (1 Wo.)CH | Videoauskopplung: 10. November 2017 Charteinstieg: 17. November 2017 Sa4 feat. Bonez MC, Gzuz, LX & Maxwell |
| 2018 | Letzte Nacht Vulcano EP            | DE82 (1 Wo.)DE | AT71 (1 Wo.)AT | — | Charteinstieg: 12. Oktober 2018 Bonez MC feat. LX, Maxwell & Sa4 |
| 2020 | 187 Gang Hollywood                 | DE52 (3 Wo.)DE | AT38 (4 Wo.)AT | — | Charteinstieg: 2. Oktober 2020 Bonez MC feat. Gzuz, LX, Maxwell & Sa4 |

## Musikvideos
| Jahr | Titel                          | Regie                     |
| ---- | ------------------------------ | ------------------------- |
| 2014 | Schnapp!                       | Bonez MC                  |
| 2014 | Compton                        | Bonez MC                  |
| 2015 | 32 Bars 2015                   | Bonez MC                  |
| 2015 | Außer Kontrolle                |                           |
| 2015 | Haifisch Nikez                 |                           |
| 2015 | N.T.M.                         | Bonez MC                  |
| 2016 | Optimal                        |                           |
| 2016 | 10 Jahre                       | Akita Productions         |
| 2017 | Diese beiden                   |                           |
| 2017 | Mit den Jungz                  | Christoph Szulecki        |
| 2017 | 100er Batzen                   | Christoph Szulecki        |
| 2017 | Allstars                       | Shaho Casado              |
| 2018 | Drück drück                    |                           |
| 2018 | OGKF                           | Padro                     |
| 2018 | HaifischNikez Allstars         | Shaho Casado              |
| 2019 | Super Lemon Haze               | Mikis Fontagnier          |
| 2019 | Mercy Mercy                    |                           |
| 2019 | Perdono                        | Shaho Casado              |
| 2019 | Strassenbande                  |                           |
| 2019 | Schmeckt                       | Henning Brix              |
| 2020 | Purple Punch                   |                           |
| 2020 | Hotbox                         | P90                       |
| 2020 | Mordo Wez                      | Art Davis                 |
| 2020 | Niemals unter 1000             | Bonez MC, Pascal Kerouche |
| 2020 | Bunte Packs                    | Pascal Kerouche           |
| 2020 | Hennessy                       | Pascal Kerouche           |
| 2020 | Kollektiv                      | Shaho Casado              |
| 2020 | Kryptophon                     | Patryk Skoczylas          |
| 2021 | Verpennt                       | Bonez MC, Pascal Kerouche |
| 2021 | Kill Kill                      | Specter Berlin            |
| 2021 | All In                         | Heiko Hammer              |
| 2021 | Visionen                       | Günther Fresh Cutz        |
| 2022 | 187 Allstars ‘22               | Shaho Casado              |
| 2022 | Wazabi Gang                    | Shaho Casado              |
| 2022 | GMO                            | Art Davis                 |
| 2022 | Kein Plan                      | Aha Moh                   |
| 2022 | Gib mir was ab                 | Aha Moh                   |
| 2022 | California Dreamin             | Sven Evertz               |
| 2022 | Argent Sale                    | Livinglife Rec.           |
| 2022 | Auf Clouds                     | Julian Lange              |
| 2022 | Wer von euch?!                 | Nickes                    |
| 2023 | Bin in Trance                  | Pascal Kerouche           |
| 2023 | Getunte Autos 2                | Adam Klik                 |
| 2023 | Freitags                       | Pascal, Shafeeq           |
| 2023 | Dom                            | Shafeeq                   |
| 2024 | 187 Allstars 2024              | Shaho Casado              |
| 2025 | Bissu dumm ¿ (Megalodon Remix) | Benny 030                 |
| 2025 | Hellcat                        | Benny 030                 |
| 2025 | Teller Penne                   | Benny 030                 |
| 2025 | Pizza Salami                   | Benny 030                 |

## Promoveröffentlichungen
| Jahr | Titel Album                           | Anmerkungen                            |
| ---- | ------------------------------------- | -------------------------------------- |
| 2021 | Inhale/Exhale (Snippet) Inhale/Exhale | Erstveröffentlichung: 3. Dezember 2020 |

## Sonderveröffentlichungen
| Jahr | Titel Album                         | Anmerkungen                                                                                           |
| ---- | ----------------------------------- | --- |
| 2016 | Optimal High & hungrig 2            | Erstveröffentlichung: 27. Mai 2016 Gzuz feat. LX                                                      |
| 2017 | Kuku187 Makarov Komplex             | Erstveröffentlichung: 3. Februar 2017 Capital Bra feat. LX                                            |
| 2017 | Diese beiden Kohldampf              | Erstveröffentlichung: 24. März 2017 Maxwell feat. LX                                                  |
| 2017 | Gangzeichen Kohldampf               | Erstveröffentlichung: 24. März 2017 Maxwell feat. Bonez MC, Gzuz & LX                                 |
| 2017 | Stadion voll Kohldampf              | Erstveröffentlichung: 24. März 2017 Maxwell feat. LX                                                  |
| 2017 | Kein Rückwärtsgang Diaspora         | Erstveröffentlichung: 27. Oktober 2017 Celo & Abdi feat. LX                                           |
| 2017 | Allstars Neue deutsche Quelle       | Erstveröffentlichung: 10. November 2017 Sa4 feat. Bonez MC, Gzuz, LX & Maxwell                        |
| 2017 | Fokus auf Plus Neue deutsche Quelle | Erstveröffentlichung: 10. November 2017 Sa4 feat. LX                                                  |
| 2018 | Drück drück Wolke 7                 | Erstveröffentlichung: 25. Mai 2018 Gzuz feat. LX                                                      |
| 2018 | Letzte Nacht Vulcano EP             | Erstveröffentlichung: 5. Oktober 2018 Bonez MC feat. LX, Maxwell & Sa4                                |
| 2018 | OGKF Ohne Grinden kein Flexen       | Erstveröffentlichung: 23. November 2018 Big Toe feat. LX                                              |
| 2019 | Click Amuflage                      | Erstveröffentlichung: 12. Dezember 2019 Amu feat. Bonez MC, Hemso, Kalazh44, LX, Maaf, Milonair & Sa4 |
| 2020 | Kafa Lesh Blueberry Boyz            | Erstveröffentlichung: 17. Januar 2020 Estikay feat. LX                                                |
| 2020 | Purple Punch Jaillbreak             | Erstveröffentlichung: 7. Februar 2020 Jaill feat. LX                                                  |
| 2020 | Bon appétit Generation Beton        | Erstveröffentlichung: 5. März 2020 Sugar MMFK feat. LX & Maxwell                                      |
| 2020 | Schmeckt Knast oder Palast          | Erstveröffentlichung: 6. März 2020 Hemso feat. LX                                                     |
| 2020 | 187 Gang Hollywood                  | Erstveröffentlichung: 11. September 2020 Bonez MC feat. Gzuz, LX, Maxwell & Sa4                       |
| 2020 | Niemals unter 1000 Hollywood Uncut  | Erstveröffentlichung: 30. Oktober 2020 Bonez MC feat. LX                                              |
| 2020 | Playsi Hollywood Uncut              | Erstveröffentlichung: 30. Oktober 2020 Bonez MC feat. LX                                              |
| 2021 | Ganz charmant Reset                 | Erstveröffentlichung: 26. März 2021 Jalil feat. LX                                                    |
| 2021 | Dashaev Sovietskiy                  | Erstveröffentlichung: 14. Mai 2021 Tovaritch feat. LX                                                 |
| 2021 | Kapuze im Club Zukunft              | Erstveröffentlichung: 16. Juli 2021 RAF Camora feat. Gzuz, LX, Maxwell & Sa4                          |
| 2021 | Kill Kill Ufos überm Block          | Erstveröffentlichung: 30. September 2021 Hell Yes & Olexesh feat. LX                                  |
| 2022 | All In 6210                         | Erstveröffentlichung: 14. Januar 2022 Brudi030 feat. LX                                               |
| 2022 | Skimaske Große Freiheit             | Erstveröffentlichung: 14. Januar 2022 Gzuz feat. Bonez MC & LX                                        |
| 2022 | Visionen Lass es uns kriegen        | Erstveröffentlichung: 4. Februar 2022 Big Toe feat. LX                                                |
| 2022 | LX.&.So 4h39                        | Erstveröffentlichung: 27. Mai 2022 Solo439 feat. DJ Stylewarz & LX                                    |
| 2023 | Für die Straße High & hungrig 3     | Erstveröffentlichung: 27. April 2023 Bonez MC & Gzuz feat. LX                                         |

| Jahr | Titel Album                  | Anmerkungen                                                             |
| ---- | ---------------------------- | ----------------------------------------------------------------------- |
| 2015 | Compton Der Sampler 3        | Erstveröffentlichung: 30. Januar 2015                                   |
| 2017 | 100er Batzen Sampler 4       | Erstveröffentlichung: 18. Juli 2017 mit Bonez MC, Gzuz & Sa4            |
| 2017 | 10 Dinger Sampler 4          | Erstveröffentlichung: 18. Juli 2017 mit Maxwell                         |
| 2017 | 24/7 Sampler 4               | Erstveröffentlichung: 18. Juli 2017                                     |
| 2017 | 30er Zone Sampler 4          | Erstveröffentlichung: 18. Juli 2017 mit Maxwell & Sa4                   |
| 2017 | Ballermann Sampler 4         | Erstveröffentlichung: 18. Juli 2017 mit Bonez MC & Gzuz                 |
| 2017 | Intro Sampler 4              | Erstveröffentlichung: 18. Juli 2017 mit Maxwell & Sa4                   |
| 2017 | Mit Absicht Sampler 4        | Erstveröffentlichung: 18. Juli 2017 mit Bonez MC & Maxwell              |
| 2017 | Mit den Jungz Sampler 4      | Erstveröffentlichung: 18. Juli 2017 mit Bonez MC & Gzuz                 |
| 2017 | Was ist passiert?! Sampler 4 | Erstveröffentlichung: 18. Juli 2017 mit Bonez MC & Gzuz                 |
| 2021 | GNRFT Sampler 5              | Erstveröffentlichung: 14. Mai 2021 mit Bonez MC & Maxwell feat. Big Toe |
| 2021 | High Sampler 5               | Erstveröffentlichung: 14. Mai 2021 mit Bonez MC, Gzuz & Maxwell         |
| 2021 | Keine Liebe Sampler 5        | Erstveröffentlichung: 14. Mai 2021                                      |
| 2021 | Kopfschuss Sampler 5         | Erstveröffentlichung: 14. Mai 2021 mit Gzuz & Sa4                       |
| 2021 | Verpennt Sampler 5           | Erstveröffentlichung: 14. Mai 2021 mit Bonez MC & Sa4                   |
| 2022 | Bob Marley Nonstop: NXTGEN   | Erstveröffentlichung: 23. September 2022 mit Bonez MC & The Cratez      |

## Statistik

### Chartauswertung
|                     | DE    | AT    | CH    |
| ------------------- | ----- | ----- | ----- |
| Nummer-eins-Alben   | DE2DE | AT2AT | CH—CH |
| Top-10-Alben        | DE8DE | AT4AT | CH5CH |
| Alben in den Charts | DE9DE | AT8AT | CH9CH |

|                       | DE     | AT     | CH     |
| --------------------- | ------ | ------ | ------ |
| Nummer-eins-Singles   | DE—DE  | AT—AT  | CH—CH  |
| Top-10-Singles        | DE9DE  | AT8AT  | CH1CH  |
| Singles in den Charts | DE58DE | AT23AT | CH22CH |

### Auszeichnungen für Musikverkäufe
| Goldene Schallplatte - Deutschland - 2022: für das Lied Schnapp! (Gzuz feat. LX) | Platin-Schallplatte - Polen - 2021: für die Single Mordo Wez |

Anmerkung: Auszeichnungen in Ländern aus den Charttabellen bzw. Chartboxen sind in ebendiesen zu finden.
| Land/RegionAuszeichnungen für Musikverkäufe (Land/Region, Auszeichnungen, Verkäufe, Quellen) | Gold     | Platin     | Verkäufe  | Quellen           |
| -------------------------------------------------------------------------------------------- | -------- | ---------- | --------- | ----------------- |
| Deutschland (BVMI)                                                                           | 5× Gold5 | Platin1    | 1.400.000 | musikindustrie.de |
| Polen (ZPAV)                                                                                 | —        | Platin1    | 20.000    | olis.pl           |
| Insgesamt                                                                                    | 5× Gold5 | 2× Platin2 |           |                   |